# Аурано
Аурано (итал. Aurano) — коммуна в Италии, располагается в регионе Пьемонт, в провинции Вербано-Кузьо-Оссола.
Население составляет 112 человек (2008 г.), плотность населения составляет 5 чел./км². Занимает площадь 21 км². Почтовый индекс — 28812. Телефонный код — 0323.
Покровителем коммуны почитается святой апостол Матфей, празднование 21 сентября.

## Демография
Динамика населения:

## Администрация коммуны
- Официальный сайт: